# Фйоре Сардо

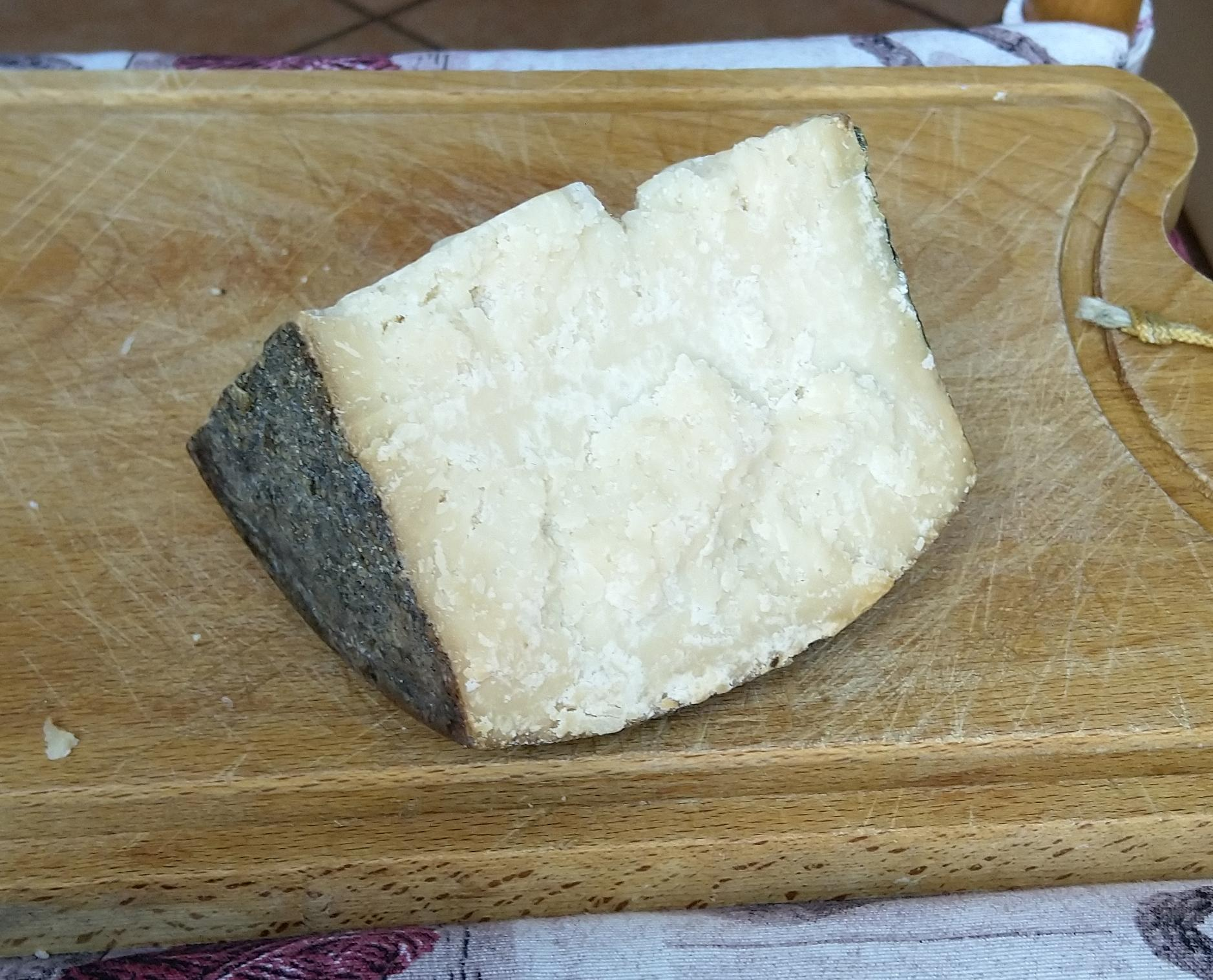
Фйоре Сардо DOP

Фйоре Сардо (італ. Fiore Sardo DOP) — італійський сир з овечого молока. Виробляється на Сардинії. Назва перекладається як «квітка Сардинії».

## Історія
Фйоре Сардо має дуже давню історію. Його отримують з овечого молока місцевої породи, розведення якої на Сардинії сягає епохи Нурагічної цивілізації (до першого тисячоліття до нашої ери). Цей сир досі зберігає стародавні та особливі техніки обробки, що вже існували в IV столітті нашої ери, це відомо з праць деяких латинських письменників, які писали про сільське господарство. Термін «квітка» походить від того, що до недавнього часу для формування сирних голів використовувались перфоровані дерев'яні форми («pischeddas») з деревини каштана або дикої груші, на дні яких була інкрустована стилізована квітка, можливо лілія або асфодель, яка залишала відбиток на сирі, часто супроводжуючись ініціалами імені виробника. Фіоре Сардо згадується в італ. Convenzione di Stresa 1951 року про використання назв за походженням та найменувань сирів, визнаний італ. Denominazione Tipica в 1955 році і нарешті отримав статус продукту захищеного за походженням (DOP) у 1996 році.

## Технологія виробництва
Молоко, отримане від двох добових доїнь або, влітку, від одного доїння, згортається при 33–35 °C в мідних казанах (лапіолос) з овечим або козячим сичугом. Приблизно через 23-27 хвилин сир вперше розбивається, і після кількох хвилин відпочинку в казані його знову подрібнюють і розташовують у характерних усічених конусоподібних формах. Сирну масу продувають. Щоб отримати більш стійку і гладку кірку, сир ошпарюють простирадлом або гарячою водою. проводять, Після цього проводять засолювання в розсолі протягом приблизно 36–48 годин. Потім сирні голови коптять середземноморськими чагарниками протягом 10–15 днів, після чого шкірка набуває золотисто-жовтого кольору. Дозрівання відбувається у прохолодних, вологих та добре провітрюваних підвалах і триває мінімум три з половиною місяці (105 діб). для столового сиру та не менше шести місяців для сиру для натирання. У перші місяці дозрівання спостерігається розвиток на шкірці біло-зеленої і темно-сірої цвілі, це ознака правильного і гарного дозрівання. Крім того, зі старінням шкірка набуває кольору, який іноді бурий, іноді темно-зелений. Після досягнення певної ступеня стиглості сир змащують оливковою олією та часто перевертають.

## Характеристика сиру
Вага сирної голови варіюється від 3,5 до 4 кг, допускаються більші або менші варіації через технічні умови виробництва. Сир має типову форму, яка, здається, утворюється внаслідок злиття двох сплющених стовбурів конуса, з плоскими гранями та має «італ. a schiena di mulo», що особливо опуклий. Сирна маса компактна, рідко має отвори. Текстура розсипчаста і м'яка, білого кольору у молодого сиру, при дозріванні змінюється до солом'яно-жовтого, втрачаючи свою м'якість. На дотик фйоре сардо компактний, зморшкуватий, тоді як на смак твердий, розсипчастий і зернистий. Сильно ароматичний, характерний та інтенсивний запах тварини, часто копченої. Смак типовий для овечих сирів, м'який і злегка кислий у молодого сиру і пряний у більш витриманого.

## Вживання
Сир зазвичай використовують для приготування страв. Іноді вживають з вином як самостійну страву (зазвичай молодий сир).